# Seabraia zajciwi
Seabraia zajciwi är en skalbaggsart som beskrevs av Lane 1965. Seabraia zajciwi ingår i släktet Seabraia och familjen långhorningar. Inga underarter finns listade i Catalogue of Life.